# 1. Fußball-Club Magdeburg 1999-2000
Questa voce raccoglie le informazioni riguardanti il 1. Fußball-Club Magdeburg nelle competizioni ufficiali della stagione 1999-2000.

## Stagione
Nella stagione 1999-2000 il Magdeburgo, allenato da Hans-Dieter Schmidt e Jürgen Görlitz, concluse il campionato di Regionalliga nordest al 10º posto e fu retrocesso in Oberliga.

## Rosa
| N. |                      | Ruolo | Calciatore       |
| -- | -------------------- | ----- | ---------------- |
| 1  | Germania (bandiera)  | P     | Mark Mewes       |
| 2  | Germania (bandiera)  | D     | Maik Franz       |
| 3  | Germania (bandiera)  | D     | Christian Prest  |
| 3  | Germania (bandiera)  | D     | Ronny Röper      |
| 4  | Polonia (bandiera)   | D     | Andrzej Wójcik   |
| 5  | Germania (bandiera)  | D     | Andreas Lücke    |
| 6  | Germania (bandiera)  | D     | Jan Sandmann     |
| 7  | Germania (bandiera)  | C     | Jörg Kretzschmar |
| 8  | Germania (bandiera)  | A     | Josef Ivanović   |
| 9  | Polonia (bandiera)   | D     | Waldemar Koc     |
| 10 | Brasile (bandiera)   | C     | Flavio Fontoura  |
| 11 | Germania (bandiera)  | C     | Andreas Winkler  |
| 13 | Rep. Ceca (bandiera) | C     | David Mydlo      |
| 14 | Germania (bandiera)  | C     | Thomas Richter   |
| 15 | Germania (bandiera)  | D     | Bodo Schmidt     |
| 16 | Germania (bandiera)  | C     | Dennis Fuchs     |

| N. |                      | Ruolo | Calciatore          |
| -- | -------------------- | ----- | ------------------- |
| 17 | Germania (bandiera)  | C     | Maik Zentrich       |
| 18 | Polonia (bandiera)   | P     | Mirosław Dreszer    |
| 19 | Italia (bandiera)    | A     | Emanuele Ferraro    |
| 20 | Germania (bandiera)  | C     | Dirk Hannemann      |
| 21 | Rep. Ceca (bandiera) | C     | Petr Mašlej         |
| 22 | Germania (bandiera)  | A     | Ronny Scholze       |
| 23 | Croazia (bandiera)   | A     | Vlado Papić         |
| 25 | Polonia (bandiera)   | C     | Krzysztof Hetmański |
| 26 | Rep. Ceca (bandiera) | A     | Jindrich Dohnal     |
| 27 | Germania (bandiera)  | C     | Benjamin Schüßler   |
| 28 | Rep. Ceca (bandiera) | C     | Roman Šťástka       |
| 29 | Nigeria (bandiera)   | A     | Adolphus Ofodile    |
| 30 | Germania (bandiera)  | D     | Andreas Golombek    |
|    | Germania (bandiera)  | D     | Tobias Buchholz     |
|    | Germania (bandiera)  | D     | Alexander Gröger    |

## Organigramma societario
Area tecnica
- Allenatore: Jürgen Görlitz
- Allenatore in seconda:
- Preparatore dei portieri:
- Preparatori atletici:
- Analisi video:

## Calciomercato

### Sessione estiva
| Acquisti | Acquisti          | Acquisti               | Acquisti |
| R.       | Nome              | da                     | Modalità |
| -------- | ----------------- | ---------------------- | -------- |
| A        | Marcelo Bellomo   | Hertha Berlino II      |          |
| A        | Emanuele Ferraro  | Ospitaletto            |          |
| D        | Andreas Golombek  | Grazer AK              |          |
| A        | Timo Lesch        | BFC Dynamo             |          |
| C        | Petr Mašlej       | Karviná                |          |
| C        | Benjamin Schüßler | Magdeburgo U19         |          |
| C        | Andreas Winkler   | Eintracht Braunschweig |          |

| Cessioni | Cessioni        | Cessioni          | Cessioni |
| R.       | Nome            | a                 | Modalità |
| -------- | --------------- | ----------------- | -------- |
| A        | Calores         | Paderborn         |          |
| D        | Andreas Egler   | Siegen            |          |
| C        | Timm Kreibich   | Fortuna Magdeburg |          |
| C        | Christian Lenze | Kickers Emden     |          |

### Sessione invernale
| Acquisti | Acquisti       | Acquisti          | Acquisti |
| R.       | Nome           | da                | Modalità |
| -------- | -------------- | ----------------- | -------- |
| A        | Josef Ivanović | Arminia Bielefeld |          |
| A        | Vlado Papić    | Eintracht Treviri |          |
| C        | Thomas Richter | Monaco 1860       |          |

| Cessioni | Cessioni         | Cessioni       | Cessioni |
| R.       | Nome             | a              | Modalità |
| -------- | ---------------- | -------------- | -------- |
| A        | Marcelo Bellomo  | Lok Stendal    |          |
| C        | Kemo Ceesay      | Lok Stendal    |          |
| A        | Sebastian Hähnge | Chemnitz       |          |
| A        | Timo Lesch       | Lok Stendal    |          |
| C        | Patrick Ortlieb  | Schweinfurt 05 |          |
| C        | Daniel Stingl    | Lok Stendal    |          |

## Risultati

### Regionalliga nordest

#### Girone di andata
| Arbitro: | Koop |

|            |           |              |
| Mašlej 39’ | Marcatori | 22’ Riediger |

| Arbitro: | Sturm |

|           |           |              |
| Gleis 76’ | Marcatori | 84’ Zentrich |

| Arbitro: | Kruse |

|  |           |          |
|  | Marcatori | 83’ Dürr |

| Arbitro: | Voigt |

|            |           |                             |
| Jelmazi 8’ | Marcatori | 39’, 69’ Ofodile 65’ Mašlej |

| Arbitro: | Zschoke |

|             |           |                             |
| Lau 9’, 66’ | Marcatori | 13’ Mašlej 45’, 63’ Ofodile |

| Arbitro: | Wendorf |

|                       |           |                              |
| Mašlej 1’ Ofodile 54’ | Marcatori | 46’ Milde 84’ (rig.) Popović |

| Arbitro: | Fleske |

|          |           |  |
| Pätz 83’ | Marcatori |  |

| Arbitro: | Ranft |

|                                            |           |  |
| Šťástka 28’ Fontoura 50’ (rig.) Mašlej 56’ | Marcatori |  |

| Arbitro: | Sax |

|                          |           |                       |
| Jonekeit 76’ (rig.), 89’ | Marcatori | 16’ Schmidt 75’ Mydlo |

| Arbitro: | Pleßke |

|            |           |                            |
| Dohnal 57’ | Marcatori | 45’ Schröter 79’ Kopunović |

| Arbitro: | Weber |

|                            |           |  |
| Zimmerling 17’ Bergner 50’ | Marcatori |  |

| Magdeburgo 22 ottobre 1999, ore 19:00 CEST 12ª giornata | Magdeburgo | 0 – 0 referto | Plauen | Ernst-Grube-Stadion (1 847 spett.)\| Arbitro: \| Reck \| |
| Arbitro:                                                | Reck       |               |        |                                                          |

| Arbitro: | Blumenstein |

|                   |           |                                         |
| Spasov 88’ (rig.) | Marcatori | 5’, 48’ Mydlo 68’ Hannemann 73’ Ofodile |

| Arbitro: | Weise |

|                    |           |                  |
| Ofodile 67’ (rig.) | Marcatori | 21’, 80’ Nowacki |

| Arbitro: | Bley |

|                            |           |                   |
| Treitl 6’ Rusayev 22’, 43’ | Marcatori | 10’, 20’ Sandmann |

| Arbitro: | Koop |

|           |           |                       |
| Röper 58’ | Marcatori | 67’ Menze 81’ Zafirov |

| Arbitro: | Zschoke |

|           |           |                  |
| Bartz 75’ | Marcatori | 26’ (aut.) Bartz |

#### Girone di ritorno
| Arbitro: | Ranft |

|  |           |                          |
|  | Marcatori | 55’ Ivanović 70’ Ofodile |

| Arbitro: | Reimer |

|  |           |                                            |
|  | Marcatori | 17’ Hoßmang 49’ Schmidt 56’ (rig.) Maglica |

| Arbitro: | Richter |

|               |           |  |
| Brestrich 44’ | Marcatori |  |

| Arbitro: | Häcker |

|                                                    |           |            |
| Papić 18’ Ivanović 21’, 55’, 62’, 90’ Schüßler 80’ | Marcatori | 88’ Jaekel |

| Arbitro: | Kokel |

|              |           |                                      |
| Ivanović 74’ | Marcatori | 23’, 56’ Ohly 67’ Lorenz 82’ Küntzel |

| Arbitro: | Cyrklaff |

|  |           |                                    |
|  | Marcatori | 36’ Ivanović 49’ Papić 87’ Winkler |

| Arbitro: | Bley |

|                                 |           |            |
| Mašlej 3’ Winkler 15’ Papić 88’ | Marcatori | 71’ Cramer |

| Arbitro: | Voigt |

|                           |           |           |
| Kretschmer 50’ Glöden 89’ | Marcatori | 90’ Mydlo |

| Arbitro: | Schößling |

|             |           |              |
| Ofodile 10’ | Marcatori | 71’ Embingou |

| Arbitro: | Jauch |

|              |           |  |
| Nogueira 13’ | Marcatori |  |

| Magdeburgo 14 aprile 2000, ore 19:00 CEST 28ª giornata | Magdeburgo | 0 – 0 referto | Sachsen Lipsia | Ernst-Grube-Stadion (1 002 spett.)\| Arbitro: \| Ranft \| |
| Arbitro:                                               | Ranft      |               |                |                                                           |

| Arbitro: | Sax |

|  |           |                           |
|  | Marcatori | 32’ Papić 61’ Kretzschmar |

| Arbitro: | Richter |

|                                                                    |           |            |
| Prest 2’ Winkler 41’ Papić 48’, 86’ Dohnal 61’, 80’ Mydlo 78’, 85’ | Marcatori | 31’ Stingl |

| Arbitro: | Sturm |

|            |           |                                    |
| Pagels 19’ | Marcatori | 21’ Ofodile 68’ Ivanović 89’ Mydlo |

| Arbitro: | Reck |

|                     |           |                                    |
| Fuchs 21’ Prest 30’ | Marcatori | 0’ Jović 23’ Schön 90’ Schwesinger |

| Arbitro: | Zschoke |

|                                  |           |                       |
| Balcárek 1’ Menze 9’ (rig.), 25’ | Marcatori | 15’ Schmidt 33’ Papić |

| Arbitro: | Binkowski |

|                                                 |           |  |
| Ofodile 3’ Kretzschmar 25’ Mašlej 49’ Papić 84’ | Marcatori |  |

## Statistiche

### Statistiche di squadra
| Competizione         | Punti | In casa | In casa | In casa | In casa | In casa | In casa | In trasferta | In trasferta | In trasferta | In trasferta | In trasferta | In trasferta | Totale | Totale | Totale | Totale | Totale | Totale | DR  |
| Competizione         | Punti | G       | V       | N       | P       | Gf      | Gs      | G            | V            | N            | P            | Gf           | Gs           | G      | V      | N      | P      | Gf     | Gs     | DR  |
| -------------------- | ----- | ------- | ------- | ------- | ------- | ------- | ------- | ------------ | ------------ | ------------ | ------------ | ------------ | ------------ | ------ | ------ | ------ | ------ | ------ | ------ | --- |
| Regionalliga nordest | 47    | 17      | 5       | 5       | 7       | 34      | 24      | 17           | 8            | 3            | 6            | 30           | 20           | 34     | 13     | 8      | 13     | 64     | 44     | +20 |
| Totale               | 47    | 17      | 5       | 5       | 7       | 34      | 24      | 17           | 8            | 3            | 6            | 30           | 20           | 34     | 13     | 8      | 13     | 64     | 44     | +20 |

### Andamento in campionato
| Giornata  | 1 | 2  | 3  | 4 | 5 | 6 | 7 | 8 | 9 | 10 | 11 | 12 | 13 | 14 | 15 | 16 | 17 | 18 | 19 | 20 | 21 | 22 | 23 | 24 | 25 | 26 | 27 | 28 | 29 | 30 | 31 | 32 | 33 | 34 |
| --------- | - | -- | -- | - | - | - | - | - | - | -- | -- | -- | -- | -- | -- | -- | -- | -- | -- | -- | -- | -- | -- | -- | -- | -- | -- | -- | -- | -- | -- | -- | -- | -- |
| Luogo     | C | T  | C  | T | T | C | T | C | T | C  | T  | C  | T  | C  | T  | C  | T  | T  | C  | T  | C  | C  | T  | C  | T  | C  | T  | C  | T  | C  | T  | C  | T  | C  |
| Risultato | N | N  | P  | V | V | N | P | V | N | P  | P  | N  | V  | P  | P  | P  | N  | V  | P  | P  | V  | P  | V  | V  | V  | N  | P  | N  | V  | V  | V  | P  | P  | V  |
| Posizione | 7 | 10 | 14 | 9 | 5 | 6 | 9 | 6 | 5 | 10 | 12 | 11 | 9  | 10 | 12 | 13 | 14 | 12 | 12 | 13 | 13 | 13 | 12 | 10 | 10 | 11 | 11 | 11 | 10 | 9  | 9  | 9  | 10 | 10 |

Legenda:

Luogo: C = Casa; T = Trasferta. Risultato: V = Vittoria; N = Pareggio; P = Sconfitta.

### Statistiche dei giocatori
| M. Bellomo     | 8  | 0  | 0  | 0 |
| T. Buchholz    | 1  | 0  | 0  | 0 |
| J. Dohnal      | 31 | 3  | 5  | 0 |
| M. Dreszer     | 34 | 0  | 2  | 0 |
| E. Ferraro     | 7  | 0  | 2  | 0 |
| F. Fontoura    | 7  | 1  | 0  | 0 |
| M. Franz       | 5  | 0  | 1  | 0 |
| D. Fuchs       | 12 | 1  | 2  | 0 |
| A. Golombek    | 4  | 0  | 1  | 0 |
| A. Gröger      | 1  | 0  | 0  | 0 |
| D. Hannemann   | 22 | 1  | 8  | 1 |
| K. Hetmański   | 13 | 0  | 3  | 0 |
| S. Hähnge      | 8  | 0  | 0  | 0 |
| J. Ivanović    | 12 | 8  | 3  | 0 |
| W. Koc         | 16 | 0  | 6  | 0 |
| J. Kretzschmar | 21 | 2  | 4  | 0 |
| T. Lesch       | 7  | 0  | 0  | 0 |
| A. Lücke       | 4  | 0  | 0  | 0 |
| P. Mašlej      | 31 | 7  | 10 | 0 |
| M. Mewes       | 0  | 0  | 0  | 0 |
| D. Mydlo       | 25 | 7  | 4  | 0 |
| A. Ofodile     | 27 | 11 | 6  | 1 |
| V. Papić       | 16 | 8  | 1  | 0 |
| C. Prest       | 10 | 2  | 0  | 1 |
| T. Richter     | 13 | 0  | 6  | 0 |
| R. Röper       | 13 | 1  | 2  | 1 |
| J. Sandmann    | 22 | 2  | 4  | 0 |
| B. Schmidt     | 30 | 2  | 8  | 2 |
| R. Scholze     | 2  | 0  | 0  | 0 |
| B. Schüßler    | 14 | 1  | 0  | 1 |
| D. Stingl      | 3  | 0  | 0  | 0 |
| A. Winkler     | 17 | 3  | 3  | 0 |
| A. Wójcik      | 18 | 0  | 3  | 0 |
| M. Zentrich    | 9  | 1  | 1  | 0 |
| R. Šťástka     | 5  | 1  | 1  | 0 |